# Schlagsdorf
Schlagsdorf es un municipio situado en el distrito de Mecklemburgo Noroccidental, en el estado federado de Mecklemburgo-Pomerania Occidental (Alemania), a una altura de 39 metros. 
Su población a finales de 2016 era de 1137 habs. y su densidad poblacional, 57 hab/km².